# Raión de Kletsk
Kletsk (en bielorruso: Клецкі раён) es un raión o distrito de Bielorrusia, en la provincia (óblast) de Minsk. 
Comprende una superficie de 978 km².
El centro administrativo es la ciudad de Kletsk.

## Demografía
Según estimación 2010 contaba con una población total de 32 302 habitantes.

## Subdivisiones
Comprende la ciudad subdistrital de Kletsk y los siguientes nueve consejos rurales:
- Halynka
- Hrytsévichy
- Zaastravechcha
- Zubkí
- Krásnaya Zviazdá (con capital en Yánavichy)
- Kújchytsy
- Mórach
- Siniauka
- Shchépichy (con capital en Damatkánavichy)